# عملة تجارية

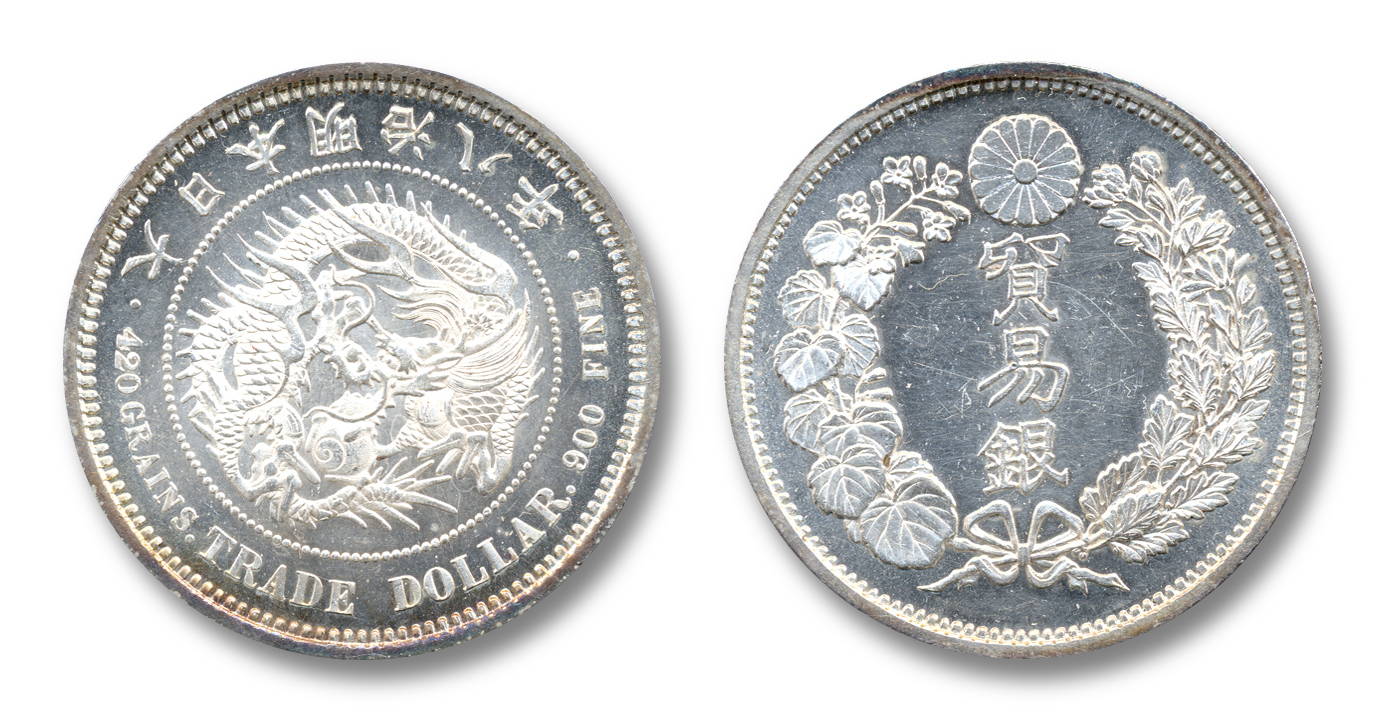
علمة معدنية يابانية سك عام 1875 تم تصويرها عام 2008 و مصنوعة من الفضة

العملات المعدنية التجارية هي عملات معدنية يتم سكها من قبل الحكومة، ولكن ليس بالضرورة مناقصة قانونية داخل إقليم الدولة المُصدِرة. كانت هذه العملات المعدنية الشبيهة بالسبائك (في حالات نادرة التغيير طفيفًا) في الواقع سلعًا للتصدير - أي سبائك على شكل عملات معدنية، تُستخدم لشراء سلع مهمة بالجملة من بلدان أخرى، حيث يمكن شراؤها بسعر مناسب، مقارنةً بـ القوة الشرائية لنفس كمية السبائك في بلد منشأ العملات التجارية.
يجب التمييز بين العملات المعدنية ذات القيمة الكاملة لتجارة السبائك، والتي تم استخدامها في التجارة العادية في وقت السلم من ناحية، ومن ناحية أخرى العملات المعدنية المتداعية، والتي كانت تُصنع عادةً بقصد الخداع. تم سك مثل هذه «العملات المعدنية التجارية» المتدهورة أحيانًا خلال أوقات الحرب، مثل العملات المعدنية النحاسية المغطاة بالفضة والتي تم سكها خلال حرب السنوات السبع. إذا تم قبولها أو الموافقة عليها كعملة قانونية، فسيتم تقييمها بأقل بكثير من العملات العادية، ويتم حساب قيمتها وفقًا لصيغة محددة. كانت معدلات التحويل حتى ذلك الحين أقل بكثير من القيمة الجوهرية للعملات المعدنية، لتغطية تكاليف الصهر وإعادة الصك وما إلى ذلك.
منذ العشرينيات من القرن الماضي، لم يكن هناك أي عملات تجارية حقيقية تقريبًا، على الرغم من أن بعضها لا يزال يتم تداولها من قبل هواة جمع العملات المعدنية بعلاوة. وأصبح دورها الآن محل دولار أمريكي (ورقي أو إلكتروني) كعملة عالمية.

## أمثلة
واحدة من أشهر العملات التجارية في القرن الثامن عشر هي النمساوية ماريا تيريزا تالر. على الرغم من أنه يعود تاريخه إلى عام 1780، إلا أنه تم سكه باستمرار في النمسا حتى القرن الحادي والعشرين لبيعه لهواة الجمع. تم تصدير ماريا تيريزا ثالر في السابق بكميات كبيرة إلى شرق إفريقيا والشرق الأوسط. كانت تحظى بتقدير كبير في إفريقيا لدرجة أن قوتها الشرائية للسلع والمواد الخام كانت أعلى منها في النمسا.
استعدادًا للانتقال البطيء إلى المعيار الذهبي في إنجلترا بين 1717 و 1816، فضلت التجارة مع البروسيين إنجلترا 5 و 10 قطع ذهبية من تالر (فريدريش دور) في مقابل سلع ذات جودة. وهكذا أصبح فريدريش دور عملة تجارية، بينما كان موجودًا أيضًا في بروسيا نفسها (على الرغم من انخفاض سعر الصرف مقابل الرايخستالر الفضي، انظر ثنائية المعدن).
كانت دوكات الذهب المجرية والهولندية، التي سُكَّت لقرون بنعومة ثابتة، عملات تجارية مرموقة. العملات التجارية الأخرى كانت تسمى دولارات التجارة الفضية التي تستخدمها المكسيك والولايات المتحدة لشراء سلع من أمريكا الجنوبية أو الصين بسعر رخيص نسبيًا. كان لدى هذه البلدان في الغالب عملة تستند إلى معيار الفضة أو حتى عملة ورقية، وحددت محليًا قيمة الفضة مرتفعة للغاية على الرغم من أن سعر الفضة في السوق العالمي كان أقل منذ فترة طويلة.

## فهرس
- باللغة الألمانية Heinz Fengler u. Autoren: Lexikon Numismatik. transpress Verlag für Verkehrswesen, Berlin 1988, (ردمك 3-344-00220-1)